# Nougouch
Le Nougouch (ou Grand Nougouch; ce qui signifie Eau pure en bachkir), en russe : Нугуш, est une rivière de Bachkirie en Russie, affluent droit de la Belaïa. Cette rivière appartient donc au bassin de la Volga. Elle prend sa source dans l'Ouraltaou (l'un des massifs méridionaux de l'Oural) et le territoire de la réserve naturelle de Choulgan-Tach. Le Nougouch descend vers la Belaïa selon un cours de 235 kilomètres. Il est gelé de début novembre à début avril. Son débit est le plus rapide des grandes rivières de Bachkirie. La rivière est prisée des randonneurs et des adeptes du rafting. Sa chute d'eau la plus importante (quinze mètres) est la Kouperlia, lorsqu'elle traverse le parc national de Bachkirie.

## Réservoir d'eau du Nougouch
Le réservoir d'eau, ou lac, du Nougouch a été formé en 1967. Il s'étend sur 25 km2 pour 400 millions de mètres cubes. Sa profondeur maximale est de 30 mètres. Il se trouve dans les limites du parc national de Bachkirie et près du village de Nougouch. Des bases touristiques se trouvent autour du réservoir d'eau du Nougouch avec des itinéraires de randonnée à pied ou à cheval qui parcourent la nature environnante.

## Illustrations

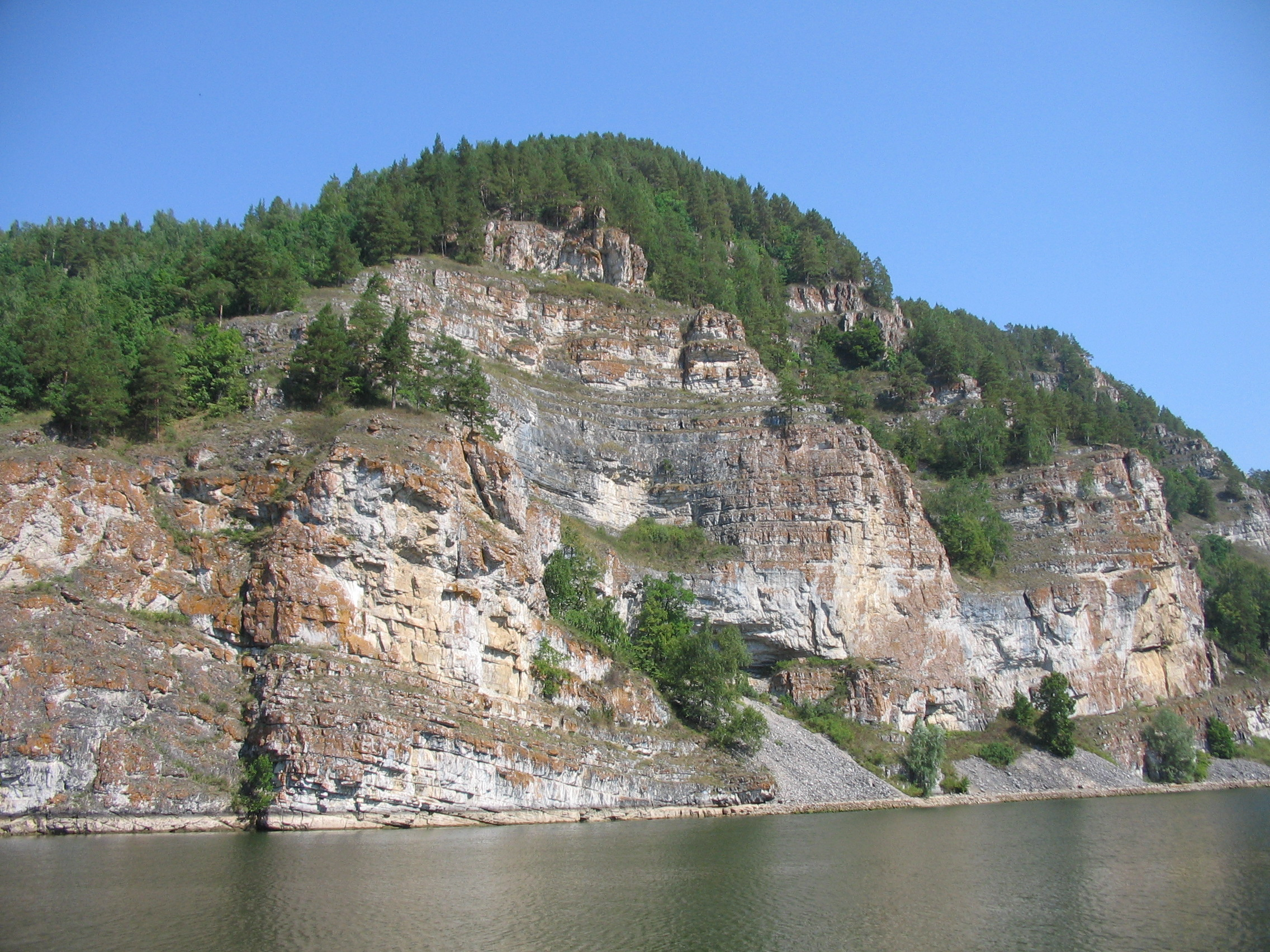
Bords du réservoir du Nougouch
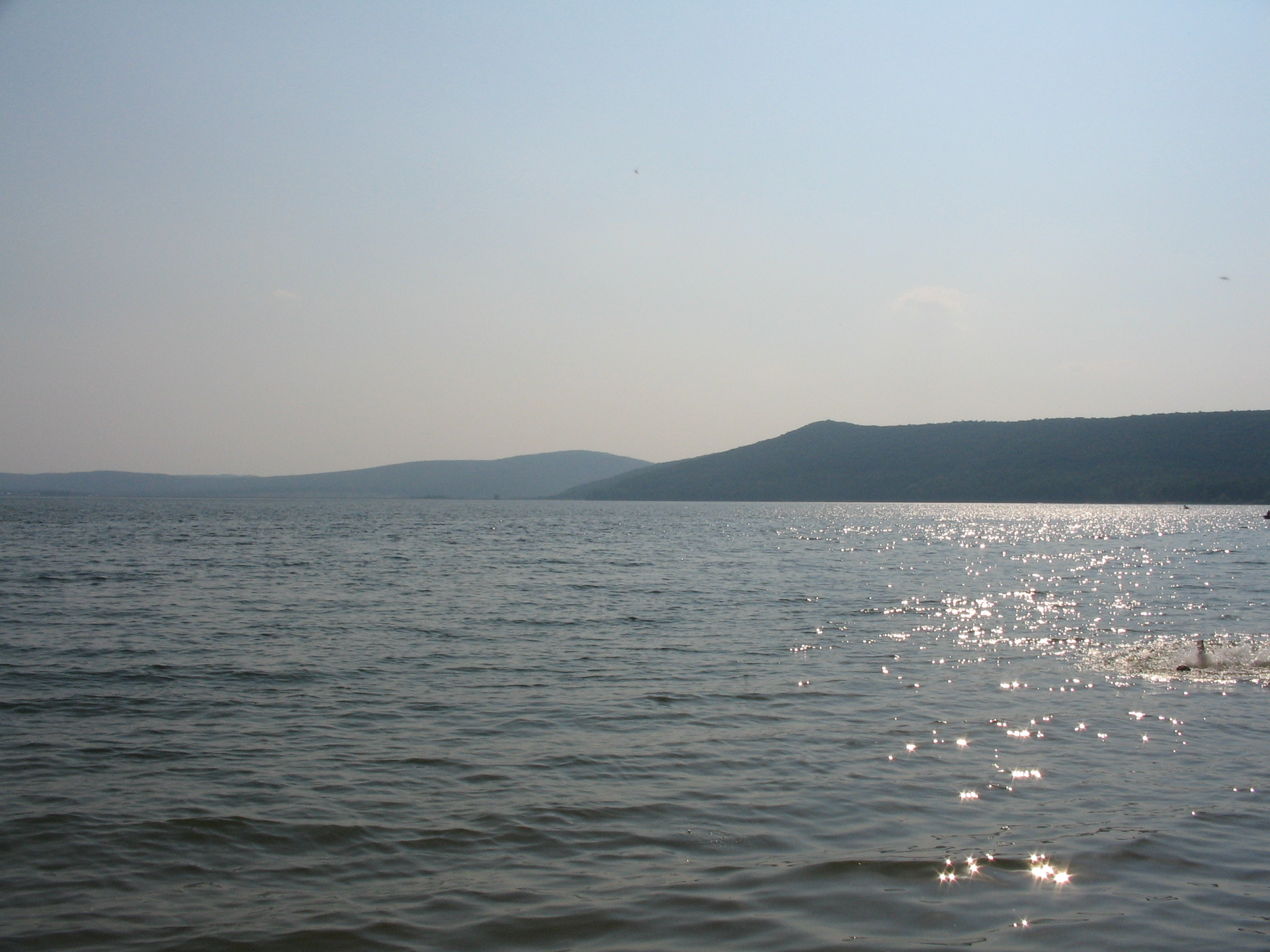
Vue du réservoir du Nougouch
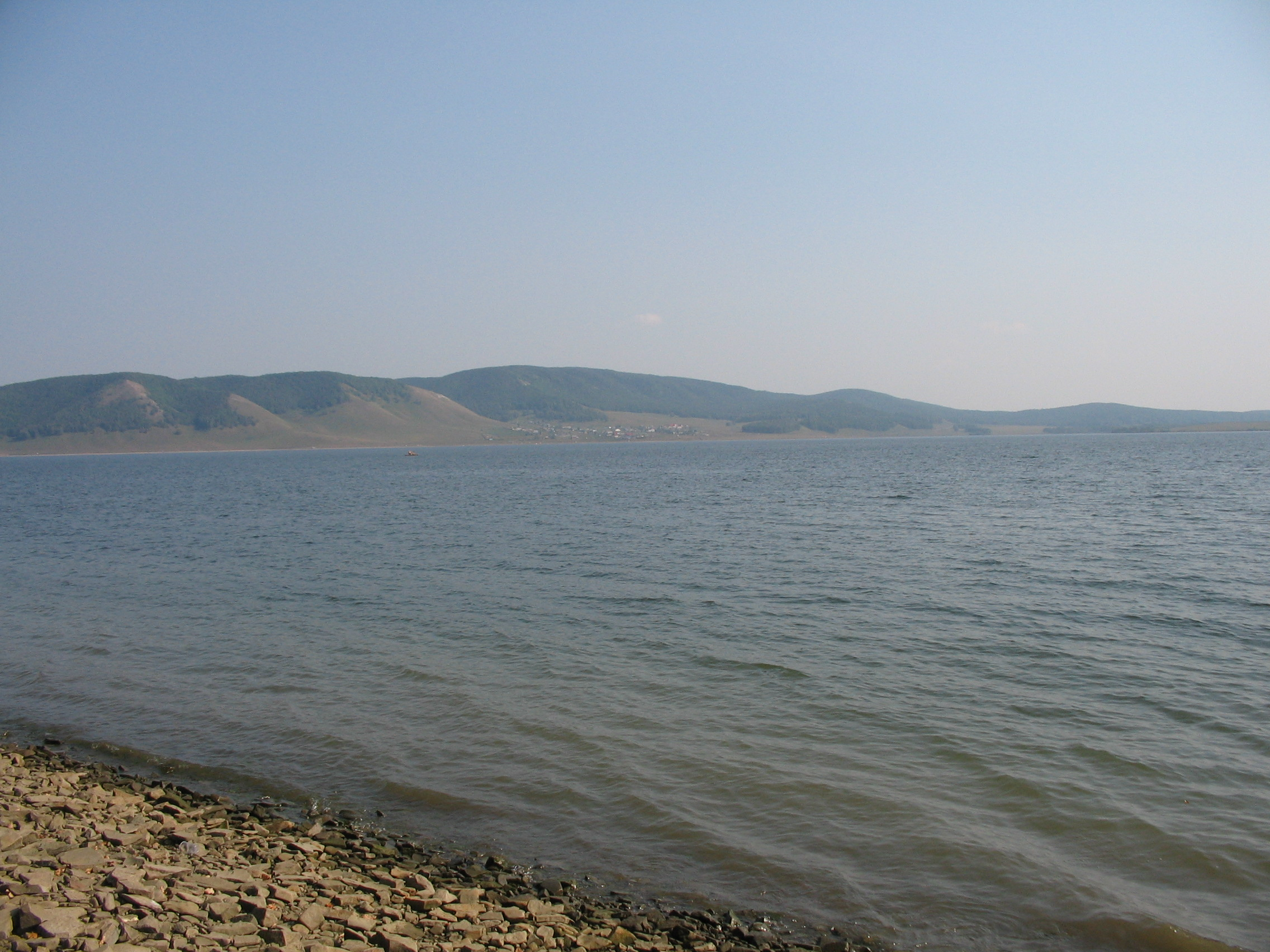
Berges du réservoir du Nougouch

## Source
- (ru) Cet article est partiellement ou en totalité issu de l’article de Wikipédia en russe intitulé « Нугуш » (voir la liste des auteurs).